# Internationaler Verband Forstlicher Forschungsanstalten
Die International Union of Forest Research Organizations (IUFRO) (Französisch: Union Internationale des Instituts de Recherches Forestières, Deutsch: Internationaler Verband Forstlicher Forschungsanstalten, Spanisch: Unión Internacional de Institutos de Investigación Forestal) ist als nicht gewinnorientierte Nichtregierungsorganisation ein Netzwerk von Wissenschaftlern im Bereich der waldbezogenen Forschung mit Sitz in Wien, Österreich. Der Schwerpunkt der Organisation liegt auf der Förderung der weltweiten Forschungszusammenarbeit zu Themen, die Wälder und Bäume, ihre Nutzung und ihre Rolle für eine nachhaltigen Entwicklung umfassen. Im Jahr 2019 zählte die IUFRO 630 Mitgliedsorganisationen weltweit.

## Aktivitäten
Durch Forschungskooperation generiert die IUFRO wissenschaftliche Erkenntnisse, die Politik, Praxis und Interessensvertretungen als Informationsgrundlage dienen können. Die IUFRO setzt auch Maßnahmen zur Stärkung von Forschungskapazitäten von Wissenschaftlern und ihren Institutionen. Alle Aktivitäten beruhen auf der freiwilligen Mitarbeit der Forscher.

## Kongresse und Konferenzen
Alle fünf Jahre hält die IUFRO einen Weltkongress mit rund 2000 Teilnehmern ab. Der letzte dieser Kongresse fand 2019 im brasilianischen Curitiba statt. Zwischen den Weltkongressen werden jährlich rund 70–80 kleinere Konferenzen, Tagungen und Webinare weltweit von den einzelnen Forschungseinheiten der IUFRO (Abteilungen, Forschungs- und Arbeitsgruppen, Sonderarbeitsgruppen, Sonderprogramme und Projekte) organisiert.

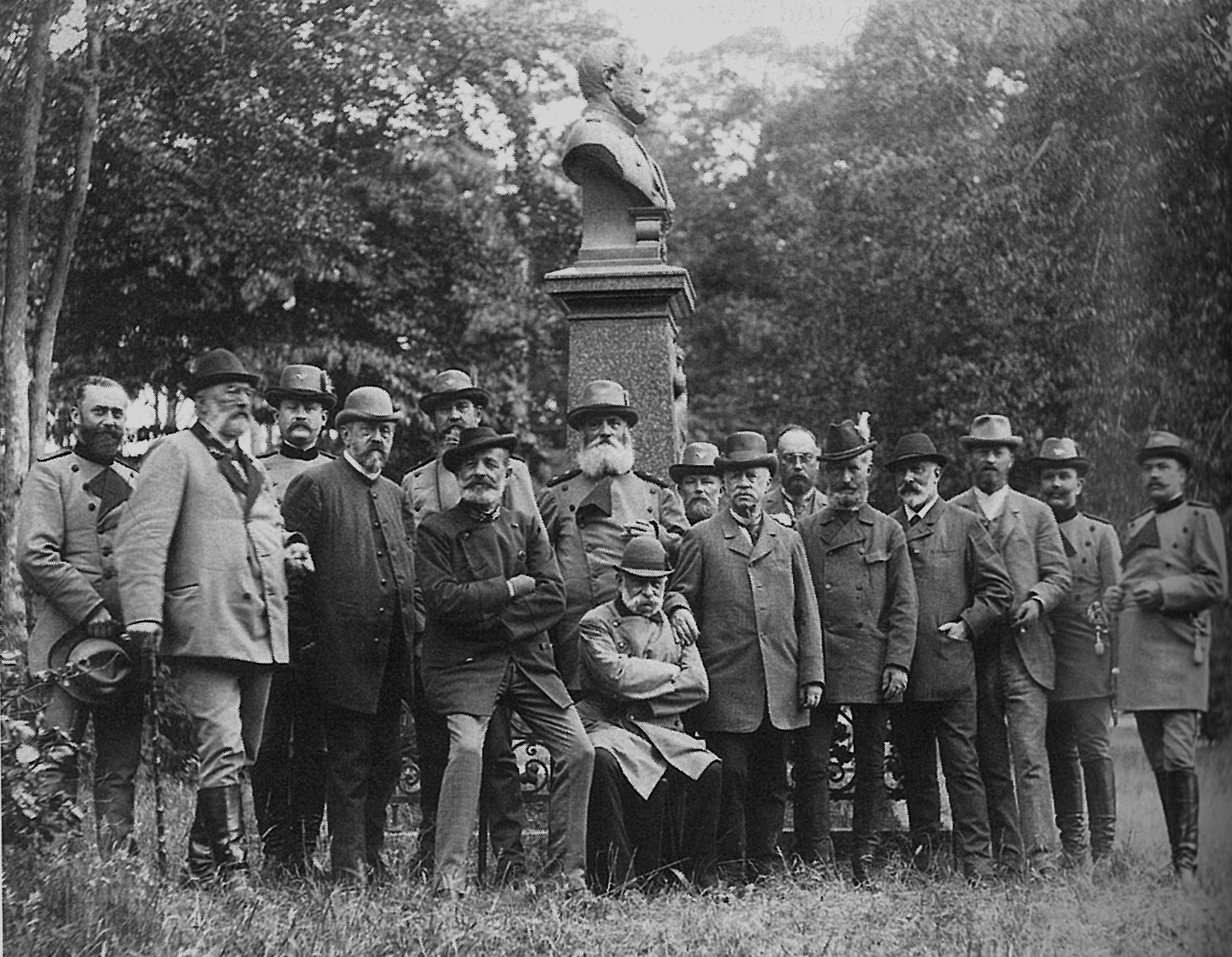
Teilnehmer der 20. Versammlung des Vereins deutscher forstlicher Versuchsanstalten mit internationaler Beteiligung im September 1892 in Eberswalde. Dieses Gremium beschloss am 19. September 1892 die Gründung des Internationalen Verbandes der forstlichen Versuchsanstalten.

## Beteiligung an internationalen Prozessen
Es gibt zahlreiche gemeinsame Aktivitäten und Partnerschaftsabkommen mit Nationalregierungen, regionalen und globalen Organisationen sowie Nichtregierungsorganisationen. Die IUFRO ist zum Beispiel als Wissenschaftsverband Mitglied des Internationalen Wissenschaftsrats (ICS) sowie Mitglied der Collaborative Partnership on Forests (CPF) und hat Beobachterstatus beim Waldforum der Vereinten Nationen, dem Übereinkommen über die biologische Vielfalt, der Klimarahmenkonvention der Vereinten Nationen und anderen waldbezogenen internationalen Prozessen und Konventionen. Zudem hat die IUFRO ein Memorandum of Understanding mit Organisationen wie der Ernährungs- und Landwirtschaftsorganisation der Vereinten Nationen (FAO), der Weltnaturschutzunion (IUCN), dem World Wide Fund for Nature (WWF), der International Tropical Timber Organization (ITTO) und der International Forestry Students’ Association (IFSA) unterzeichnet.

## Kommunikation und Wissensaustausch
Wissenschaftliche Erkenntnisse und Informationen werden den Mitgliedern und Interessensgruppen auf unterschiedliche Weise mitgeteilt: über die Website iufro.org, die Expertise der Koordinatoren im Netzwerk, Publikationen wie z. B. IUFRO News, IUFRO Spotlight, Veranstaltungskalender, Webinare, Informationsbroschüren, Jahresberichte, Occasional Papers, IUFRO World Series, IUFRO Research Series, und Tagungsberichte. Seit 2011 gibt es auch eine Arbeitsgruppe zu Kommunikation und Öffentlichkeitsarbeit im Rahmen der IUFRO-Abteilung 9 Forstpolitik und Forstökonomie.

## Auszeichnungen
Die IUFRO würdigt mit einer Reihe von Auszeichnungen besondere Leistungen in der Wissenschaft und internationalen Kooperation in allen Bereichen der waldbezogenen Forschung:
- Scientific Achievement Award (SAA)
- Outstanding Doctoral Research Award (ODRA)
- IUFRO Student Award for Excellence in Forest Science (ISA)[5]
- IUFRO World Congress Host Scientific Award
- Best Poster Award (BPA)

## Organisationsstruktur
Zu den Organen des Verbandes zählen: Kongress; Internationaler Rat; Vorstand und Ausschüsse; Lenkungsausschuss; Präsident und Vizepräsidenten; Direktor. Die Forschungskooperation ist folgendermaßen strukturiert: Abteilungen mit Forschungsgruppen und Arbeitsgruppen; Sonderarbeitsgruppen, Sonderprogramme, Projekte, von der IUFRO geführte Initiativen und (vormals) Kapitel.

## Abteilungen, Programme
Die IUFRO besteht aus neun permanenten Abteilungen, die in Forschungs- und Arbeitsgruppen unterteilt sind:
1. Waldbau
2. Physiologie und Genetik
3. Forstliche Verfahrenstechnik
4. Waldzustandserfassung, Modellierung und Forsteinrichtung
5. Holz und andere Forstprodukte
6. Soziale Aspekte von Wald und Forstwirtschaft
7. Waldgesundheit
8. Wald und Umwelt
9. Forstpolitik und Forstökonomie

Die Forschungszusammenarbeit und Wissensdissemination wird durch spezielle Programme, Projekte und Initiativen der IUFRO unterstützt:
Das „Programm zum Aufbau von Forschungskapazitäten“ (IUFRO-SPDC) wurde 1983 als „Sonderprogramm für Entwicklungsländer“ auf Anfrage der internationalen Gebergemeinschaft nach einer entsprechenden Erklärung beim XVII. IUFRO-Weltkongress 1981 in Kyoto, Japan, gegründet. Durch diese Erklärung sollte die internationale Unterstützung für den Ausbau der Waldforschung in wirtschaftlich benachteiligen Ländern verstärkt werden. Die Arbeit des SPDC zielt darauf ab, die Kapazitäten von Forschungsinstituten zur Erbringung wissenschaftlicher Informationen zu stärken. Weiters bietet das SPDC im Rahmen von Trainingsworkshops, thematischem Netzwerken sowie Unterstützungs- und Mobilitätsprogrammen für Wissenschaftler Beratung und Kooperation zu Themen mit Bezug zu Wald und Bäumen und deren nachhaltiger Nutzung an. Einen Schwerpunkt in der thematischen Zusammenarbeit bildet die Wiederherstellung von Waldlandschaften.
Die „Global Forest Expert Panels“ (GFEP) wurden im April 2007 als gemeinsame Initiative der Collaborative Partnership on Forests (CPF) ins Leben gerufen. Seither wird diese Initiative von der IUFRO geleitet. Sie beruht auf der politischen Anerkennung durch das United Nations Forum on Forests gemäß der ECOSOC-Resolution 2006/49. Die GFEP begannen als „Joint CPF Initiative on Forest Science and Technology“ und wurden später umbenannt. Im Jahr 2020 wurden die GFEP zum Global Forest Expert Panels Programme erweitert; sie erstellen hauptsächlich globale und regionale interdisziplinäre Wissenschaftssynthesen zu relevanten Themen, die sich aus internationalen politischen Debatten ergeben. Die Berichte werden von thematischen Global Forest Expert Panels, die aus Experten unterschiedlicher Disziplinen zusammengesetzt sind, erarbeitet. Der Schwerpunkt der Berichte lag zuletzt darauf, die Rolle der Wälder in Bezug auf ausgewählte nachhaltige Entwicklungsziele der Vereinten Nationen (SDGs) zu beleuchten (z. B. Armutsbekämpfung, Ernährungssicherheit, Wasser, Klimaschutz). Im Jahr 2023 wurde das Science-Policy Programm von IUFRO etabliert. GFEP ist ein Arbeitsbereich dieses Programms.
Das „Special Project World Forests, Society and Environment“ (IUFRO-WFSE) wird vom Natural Resources Institute Finland (Luke) aus koordiniert. Es ist ein globales, offenes und kooperatives Netzwerk von Wissenschaftlern und Experten aus unterschiedlichen Teilen der Welt. Das WFSE befasst sich mit Themen, die von der Wissenschaftsgemeinschaft als wichtig angesehen werden und die gleichzeitig von großer politischer Relevanz sind, aber von der Politik nicht genug Aufmerksamkeit bekommen. Das WFSE produziert und verteilt wissenschaftliche Publikationen, Dossiers und Informationsunterlagen für die Politik sowie Weiterbildungsmaterial.

## Geschichte
Wälder waren schon immer wichtig für die wirtschaftliche Entwicklung und die Erhaltung der Umwelt. 1890 schlug der Internationale Land- und Forstwirtschaftskongress in Wien vor, ein „zentrales Organ“ für angewandte Forstforschung in den europäischen Ländern einzurichten. In der Folge wurde 1892 in Eberswalde die „International Union of Forest Experiment Organizations“ gegründet. Ursprünglich hatten sich nur Österreich, Deutschland und die Schweiz darauf geeinigt, dass ihre forstlichen Versuchsanstalten dem Verband beitreten sollten. Bis zum Beginn des Ersten Weltkriegs waren Forschungsstationen aus 22 Ländern, darunter USA, Kanada und Japan, Mitglieder geworden.
Während des Ersten Weltkriegs kam es zu einem Stillstand der internationalen Zusammenarbeit sowie auch der Waldforschung in vielen der am Krieg beteiligten Länder. Der Verband nahm seine Tätigkeit erst 1929 wieder vollständig auf, als der neue Name „International Union of Forestry Research Organizations“ angenommen wurde. In den Jahren danach verlor die Organisation ihren mitteleuropäischen Charakter, als sich weitere Vertreter aus Afrika, Asien und Amerika anschlossen. Der Zweite Weltkrieg reduzierte die Aktivitäten des Verbandes auf ein Minimum. Die Zusammenarbeit wurde nur zwischen Einzelpersonen und nicht auf institutioneller Basis fortgesetzt. 1949 erklärte sich die neu gegründete Ernährungs- und Landwirtschaftsorganisation der Vereinten Nationen (FAO) bereit, der IUFRO ein Sekretariat am FAO-eigenen Hauptsitz in Rom zur Verfügung zu stellen.